# Эверт, Джин
Джин Эверт (англ. Jeanne Evert, в замужестве Дабин, Dubin; 5 октября 1957, Форт-Лодердейл, Флорида — 20 февраля 2020, Делрей-Бич, Флорида) — американская теннисистка, спортивный агент и администратор, сестра Крис Эверт. Первая ракетка США среди девушек, как профессионал — победительница одного турнира WTA в парном разряде, обладательница Кубка Уайтмен (1973) и финалистка Кубка Федерации (1974) в составе сборной США.

## Биография
Джин Эверт, дочь теннисного тренера Джимми Эверта, была одной из пяти детей в семье, игравших в теннис, среди которых наибольшего успеха добилась её старшая сестра Крис. Отец обучал Джин игре в теннис на кортах её родного Форт-Лодердейла, и она рано стала лидером среди юных американских теннисисток, начиная с возрастной категории до 12 лет выиграв несколько национальных первенств и заняв первую строчку в юношеском рейтинге USTA.
Джин оставила школу и перешла в профессиональный теннис в 1973 году, в возрасте 15 лет, уже имея в своём активе победы над такими ведущими теннисистками как Маргарет Корт и Розмари Казалс. Летом того же года она стала самой молодой теннисисткой в истории, принявшей участие в ежегодном Кубке Уайтмен — матче женских сборных США и Великобритании. На следующий год младшая Эверт уже представляла сборную США в Кубке Федерации — главном международном теннисном турнире на уровне женских национальных сборных. Она выиграла все свои встречи в сезоне, в том числе в финальном матче против сборной Австралии, где принесла своей команде единственное очко. По итогам сезона 17-летняя Джин заняла 9-е место во взрослом женском рейтинге USTA.
Ранние успехи младшей Эверт стали причиной больших ожиданий у публики. Сама она говорила в интервью 1976 года, что от неё ждали достижения как минимум второго места в рейтинге. В реальности на профессиональном уровне она добилась более скромных результатов, так что спортивные журналисты вскоре начали называть её «другая Эверт»: в 1975 году — в первый год существования рейтинга WTA — Джин поднялась в нём до 42-го места, а в 1978 году, после выхода в полуфинал чемпионата США на грунтовых кортах — до 28-го. В парном разряде, где она на протяжении двух лет выступала со старшей сестрой, успехи были более значительными, и в определённый момент Крис и Джин Эверт занимали 4-е место в рейтинге женских пар.
На Открытом чемпионате Канады 1978 года в Монреале Эверт познакомилась с промоутером Брэмом Дабином, занимавшимся организацией женских профессиональных турниров. Вскоре после этого она завершила игровую карьеру и в 1979 году вышла за Дабина замуж. В этом браке родились сын Эрик и дочь Кейти. После того как семья осела в городе Делрей-Бич во Флориде, Брэм Дабин в эти же годы основал компанию JCD Sports Group, занимавшуюся менеджментом, консультациями и программами развития в области тенниса и гольфа. После того как в 1994 году JCD Sports Group получила контракт на управление теннисным центром Делрей-Бича, Джин работала в этом центре как тренер, директор женской теннисной программы и участвовала в управлении всем комплексом. Она возглавила компанию в 2006 году, после того как её муж умер в возрасте 56 лет. В 2014 году у неё появился новый партнёр, Тауэр Кеаусс.
Джин Эверт Дабин умерла в возрасте 62 лет в феврале 2020 года в Делрей-Биче после того, как последние два с половиной года жизни боролась с раком яичников. Она оставила после себя двух детей и четырёх внуков и была похоронена в Форт-Лодердейле.

## Финалы турниров WTA

### Парный разряд (1-2)
| Результат | №  | Дата            | Турнир                             | Покрытие | Партнёрша  | Соперницы в финале        | Счёт в финале |
| --------- | -- | --------------- | ---------------------------------- | -------- | ---------- | ------------------------- | ------------- |
| Победа    | 1. | 22 апреля 1973  | Сент-Питерсберг, Флорида           | Грунт    | Крис Эверт | Ивонн Гулагонг Дженет Янг | 6-2, 7-6      |
| Поражение | 1. | 12 августа 1974 | Индианаполис, США                  | Грунт    | Крис Эверт | Джули Хелдман Гейл Шанфро | 3-6, 1-6      |
| Поражение | 2. | 18 августа 1974 | Открытый чемпионат Канады, Торонто | Грунт    | Крис Эверт | Джули Хелдман Гейл Шанфро | 3-6, 4-6      |

### Кубок Федерации (0-1)
| Результат | Год  | Место проведения | Покрытие | Команда                             | Соперницы                                    | Счёт |
| --------- | ---- | ---------------- | -------- | ----------------------------------- | -------------------------------------------- | ---- |
| Поражение | 1974 | Неаполь, Италия  | Грунт    | США Ш. Уолш, Дж. Хелдман, Дж. Эверт | Австралия И. Гулагонг, Д. Фромхольц, Дж. Янг | 1:2  |